# Yeshivah College (Australia)

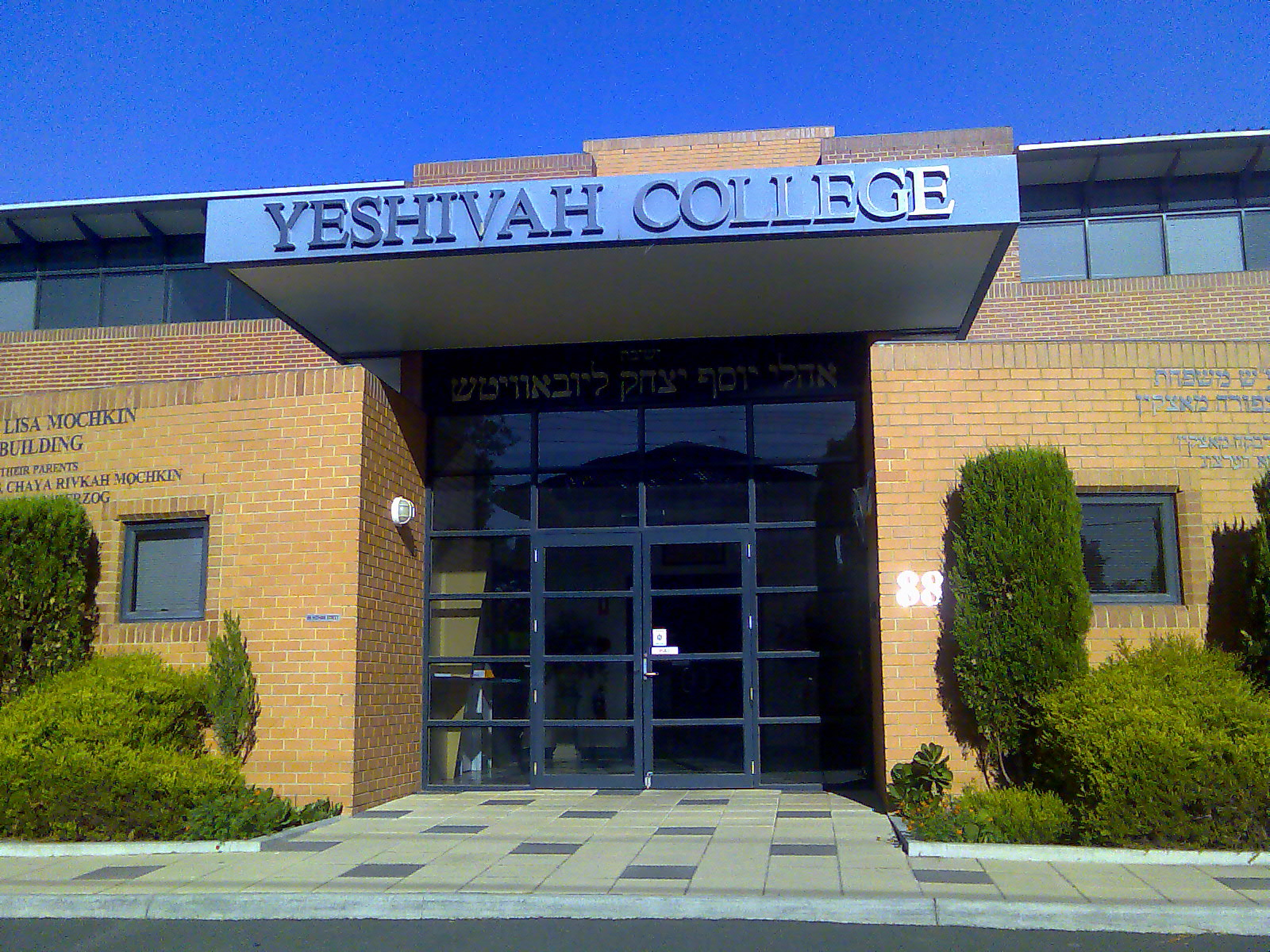
L'edificio Mochkin, entrata principale della scuola elementare della Yeshivah.

Yeshivas Oholei Yosef Yitzchok Lubavitch, comunemente noto e chiamato Yeshivah College - in italiano: Collegio Yeshivah - è una scuola indipendente maschile ebraico ortodossa con sede a Melbourne, nel sobborgo di St Kilda East nello Stato del Victoria (Australia).
La Scuola è gestita dal Centro Yeshivah (Melbourne) del movimento religioso Chabad-Lubavitch e accetta studenti dal kindergarten fino al Livello 12 (dodicesimo anno di studio).

## Amministrazione
La scuola fa parte di una rete internazionale di scuole intitolate al Rabbi Yosef Yitzchok Schneersohn, sesto Rebbe Lubavitcher. La scuola funziona quale filiale del complesso "Centro Yeshiva", e Rabbi Mordechai Berger è stato il preside (menahel) della scuola superiore, rimpiazzando Rabbi Avrohom Glick all'inizio dell'anno scolastico 2008; Rabbi Glick era comunque stato nominato Menahel ad interim quando Rabbi Berger aveva lasciato l'istituto alla fine del 2009. Rabbi Glick concluse quindi il suo mandato ad interim alla fine del secondo semestre, rimpiazzato da Rabbi Yehoshua Smukler di Sydney, Australia.

## Programma di studi
Yeshivah College ha due indirizzi educativi.  Il primo è un doppio programma di studi che include sia gli studi religiosi che quelli di educazione generale.  L'altro è un programma unico di studi religiosi, noto come Mesivta (ebraico per "accademia"), offerto agli studenti dal Livello 10 (decimo anno di studio - simile al secondo anno di scuola secondaria di secondo grado italiana) in poi.
Ogni anno, un gruppo di cinque shluchim (emissari chassidim) sono inviati dal Collegio Rabbinico Oholei Torah per assistere gl'insegnanti e i mashpia della scuola, in modo da fornire un esempio modello agli studenti locali. Gli shluchim eseguono tale compito istituendo programmi mitzvos che incoraggiano l'osservanza e pratica della vita chassidica, collegandosi strettamente agl'insegnamenti del Rebbe Chabad Lubavitch, Rabbi Menachem Mendel Schneerson.

## Status
In passato, la Yeshivah si è classificata tra i primi posti, come scuola maschile, nei risultati delle votazioni secondo il Victorian Certificate of Education. La scuola fa parte di una più vasta rete di istituti sotto l'egida del Centro Yeshivah, che comprende un movimento giovanile, corsi di studi ebraici, campi estivi e molte altre iniziative che interessano la comunità ebraica Haredi di Melbourne.

## Abusi sessuali
Nel 2011 la Polizia del Victoria (Australia) ha iniziato un'indagine ufficiale su presupposti abusi sessuali commessi da un precedente insegnante tra il 1989 ed il 1993, rivelando inoltre possibili altri abusi similmente perpetrati da presunti offensori. L'indagine è stata largamente pubblicizzata sui giornali australiani.